# Магницкий, Михаил Леонтьевич
Михаи́л Лео́нтьевич Магни́цкий (23 апреля (4 мая) 1778, Москва — 21 октября [2 ноября] 1844, Одесса) — российский дипломат, симбирский губернатор (1817—1819), затем — попечитель Казанского учебного округа, разработавший «целую программу уничтожения науки» в высших учебных заведениях.

## Биография

### Происхождение
Родился 23 апреля (4 мая) 1778 года в семье прокурора Московской синодальной конторы, был правнуком математика Л. Ф. Магницкого.
В 1793—1795 годах учился в московском университетском Благородном пансионе. На доске почёта, заведённой в пансионе, имя Магницкого было записано золотыми буквами третьим. В 17 лет поступил на службу в лейб-гвардии Преображенский полк; с 1798 года служил в коллегии иностранных дел: был секретарём посольства в Вене, затем служил в Париже.
По возвращении из-за границы в 1803 году он поступил в министерство внутренних дел, что сблизило его с М. М. Сперанским, и после его возвышения он сделался ревностным исполнителем его планов. После опалы Сперанского Магницкий был сослан в Вологду, где пробыл под надзором полиции с 1812 по 1816 год. Дочь Сперанского вспоминала его особую переимчивость, талант к передразниванию:
За эпиграммою следовал фарс; там опять какое-нибудь передразнивание, и всё это, с разносторонним его талантом, было приправляемо то стихотворною импровизациею, то прочитанным где-нибудь или тут же вымышленным рассказом.
Снискав расположение Аракчеева и князя А. Н. Голицына, М. Л. Магницкий был назначен 30 августа 1816 года воронежским вице-губернатором; затем, с 14 июня 1817 года, был Симбирским гражданским губернатором, а в 1819 году членом Главного правления училищ. С 1819 года современниками отмечается его присутствие на всех собраниях Библейского общества в Петербурге. В правительственных сферах господствовали тогда реакционные течения — и бывший сотрудник Сперанского сделался крайним обскурантом и поборником «акта Священного Союза», на началах которого и построил свою деятельность в деле народного образования.

### Разгром Казанского университета
В 1819 году Магницкий был послан в качестве ревизора в Казань с правами попечителя. В представленном им отчёте он обвинял новооснованный Императорский Казанский университет в растрате казённых денег и в безбожном направлении преподавания и предлагал торжественно разрушить самое здание университета.
Такая мера не встретила, однако, сочувствия в Главном правлении училищ и не была одобрена государем; вместо уничтожения университета предположено было его преобразование, производство которого было поручено самому Магницкому, назначенному попечителем Казанского округа. Сущность преобразований Магницкого, по его же определению, заключалась в искоренении вольнодумства и основании преподавания всех наук на благочестии. Университет потерял даже тень самостоятельности и был всецело подчинён попечителю, старавшемуся сделать из высшего учебного заведения что-то похожее на монастырь.
При самом назначении Магницкого по его представлению были уволены 11 профессоров; затем последовали новые увольнения лиц, не подходивших в чём-либо к пропагандируемому направлению. Преподавание римского права в университете было заменено правом византийским, и в качестве источника последнего Магницким указывалась Кормчая книга.
Похвалы Магницкого удостоился только физико-математический факультет. Тем не менее, его декан, М. Ф. Бартельс, также покинул университет, а на его место назначили 28-летнего Лобачевского.
В 1823 году была устроена особая «кафедра конституций», английской, французской и польской, «с обличительной целью». Профессора всех факультетов и кафедр, не исключая и медицинских, были обязаны проповедовать преимущество святого Писания над наукой. Так, политическую экономию предлагалось преподавать по Библии. В том же 1823 году Магницкий выступил в главном правлении училищ с доносом против московского профессора Давыдова, обвиняемого им в «следовании безбожному учению Шеллинга», и предлагал совершенно уничтожить преподавание философских наук в университетах. Этому противились как многие преподаватели, так и члены главного правления училищ (как, например, Лаваль).
Сама жизнь студентов была подчинена в Казани строжайшим правилам монастырской дисциплины и наполнена упражнениями в благочестии. При таком порядке внутри университета водворились доносы и интриги, а местное общество начало брезгливо сторониться его.

### Процесс Магницкого
Едва вступив на престол, Николай I занялся расследованием деятельности Магницкого, Рунича и других одиозных обскурантов. Назначенная в 1826 году ревизия генерал-майора П. Ф. Желтухина вскрыла перед правительством результаты системы Магницкого в виде полного падения университета; обнаружилась и громадная растрата казённых денег. Магницкий был отставлен 6 мая 1826 года от должности попечителя; для покрытия растраты был наложен секвестр на его имения.
Доставленный с фельдфебелем в Ревель, остаток жизни он провёл вдали от государственных дел. В 1831 году доносил императору на «заговор иллюминатов», во главе которого якобы стоял его бывший покровитель Сперанский. В 1839 году за донос на генерал-губернатора М. С. Воронцова был выслан из Одессы в Херсон. Умер в нищете. Князь П. А. Вяземский оставил следующий отзыв о внешности Магницкого:
Он и в Ревеле был ещё видный, статный и красивый мужчина. Черты лица правильные, лицо выразительное, взгляд уклончивый и вместе с тем вкрадчивый. Внешние приёмы его отличались изящностью, щегольством, вежливостью и навыком к избранному обществу.
Последние годы жизни провёл в Одессе (1841—1844), где принимал активное участие в литературной жизни. Большая российская энциклопедия указывает, что М. Л. Магницкий умер 21 октября (2 ноября) 1844 года. В издании «Словарь русских писателей XVIII века» указана другая дата смерти: 21 ноября (3 декабря) 1844; а «Энциклопедический словарь Брокгауза и Ефрона» ошибочно указывает на год смерти — 1855.

## Сочинения
Литературная деятельность Магницкого началась публикацией «Печальной песни на кончину Императорского московского университета куратора И. И. Мелиссино» (М., 1795). В «Приятном и полезном препровождении времени» он поместил ряд стихотворений сентиментального содержания: «Дитяти», «Храм любви», «Песня моей Катенки: Тише, громкой соловей» и т. д.
Несколько его стихотворений появилось и в «Аонидах» Николая Карамзина. Своеобразное литературное дарование он проявил значительно позднее, в разных «мнениях», записках и донесениях, писанных витиевато, но полных казуистики. Во «Мнении об естественном праве» и «Доношении министру духовных дел и народного просвещении» («Русский архив», 1864, I) он доказывал, что естественное право — изобретение новейшего неверия с Кантом и Стефенсом во главе, и что взгляды Александра Куницына нашли отклик в революциях Сардинии, Испании и Неаполя. «Сон в Грузине» («Русский архив», 1863, I, написан в 1825 году) — лесть Алексею Аракчееву.
Любопытны ещё рецензия в «Чтениях в Московском обществе истории и древностей» (1864, II) на статью Петра Кёппена «Критическое исследование о Кирилле и Мефодии» (о книге Й. Добровского «Кирилл и Мефодий, первые вероисповедники у словен») — по мнению Магницкого, статья Кёппена содержит указание на неверность православных святцев, искажённое жизнеописание святых равноапостольных Кирилла и Мефодия и другие «непозволительные и вредные нелепости», а также «Две речи попечителя Казанского учебного округа» (Казань, 1827—1828) и проникнутая пиетизмом «Инструкция для осмотра училищ Казанского округа» («Русский архив», 1867).
После своего падения Магницкий издал под псевдонимом К-ц-н-г-м «Исторический альманах» (М., 1832), а затем, поселясь в Ревеле, руководил ежемесячным журналом «Радуга», издателем которого был учитель ревельской гимназии Бюргер. Журнал этот, выходивший в 1832—1833 годах, был прототипом «Маяка», «Домашней беседы» и т. п. изданий. В «Радуге» преобладала насмешка над западным просвещением и западной философией в особенности, что не помешало тогдашнему министру народного просвещения князю Карлу Ливену установить обязательную подписку на журнал в подведомственных ему учебных заведениях. Из числа статей, безусловно принадлежавших самому Магницкому, интересны: «Отломки от философского мозаика, степного отшельника, М. Простодумова, помещика с. Спасского, Саратовской губернии». Автор доказывал, что «одна религия есть предмет, предохраняющий науки от гниения». Философия, «холодно-богохульная в Англии, затейливо-ругательная во Франции, грубо-чувственная в Испании, теософо-иллюминатская в Германии», всегда только «облекала ереси в новые формы». «Голос над гробом Гегеля» оканчивался словами: «Да отпущено будет Гегелю в мире вечном земное мудрствование его, и да доступна будет философу жизнь, которой он не чаял! но да изгладятся со смертью его и следы философии его на земле».
В направленной против Карамзина статье «Судьба России» он предвосхищал идеи возникшего позже славянофильства. Полемизируя с историком, писавшем о периоде владычества татар как остановившем развитие России, Магницкий говорит: «Философия о Христе не тоскует о том, что был татарский период, удаливший Россию от Европы, она радуется тому, ибо видит, что угнетатели её, татары, были спасателями её от Европы». «Угнетение татар и удаление от Западной Европы были, может быть, величайшим благодеянием для России, ибо сохранили в ней чистоту веры Христовой… Чтобы превзойти Европу Россия, вместо сближения с Европой, удалялась от неё». Переходя к реформам Петра, Магницкий заявлял, что «сближение с Европою нужно было совсем не для неё (России), как обыкновенно думают, а для самой Европы», которую Россия должна была обновить и очистить.
По прекращении «Радуги», живя в Одессе, Магницкий, по свидетельству Петра Морозова, сотрудничал в «Одесском вестнике» и «Одесском альманахе». После его смерти напечатан «Взгляд на мироздание» («Москвитянин», 1843, XI).
Отдельно во время проживания Магницкого в Одессе вышло ещё «Краткое руководство к деловой и государственной словесности для чиновников, поступающих на службу» (М., 1835), посвящённое наместнику края графу Михаилу Воронцову. Поводом для написания книги послужила практическая надобность обучить новое поколение канцеляристов тонкостям работы с деловыми бумагами:

На себе самом и на множестве молодых людей, вступающих в службу, я испытал, как трудно, выйдя из Университета, следовать сему правилу Аристотеля, то есть не риторствовать в деловых бумагах, сгладить педантство школьного слога приличием служебного, войти в простоту и добрый вкус языка делового, имеющего свои особенные правила и красоты. Мне случалось видеть молодых чиновников с отличнейшими способностями и образованием, остановившимися в некоторых роде исступления на самом пороге департаментской службы от недоумения: каким образом, после блистательных их успехов в словесности университетской, после наград и ученых степеней, ею приобретенных, может столоначальник, совсем не ученый, не только перемарывать выписку из дела, ими представленную, но и смеяться (весьма справедливо) над неуместными красотами её слога?
В книге Магницкий полемизировал с филологами того времени, которые признавали культурную ценность книжного слога, считая язык делопроизводства не «словесностью», а только «языком подьяческим». Магницкий считал деловой слог не менее значимым в структуре национального языка и описал в своей книге все существующие виды «служебного языка», давая сведения об истории каждого из них и рекомендации по практическому применению.